# 5H busz (Szombathely)
A szombathelyi 5H jelzésű hivatásforgalmú autóbusz az Olad, autóbusz-forduló és az Ipartelep, autóbusz-forduló megállóhelyek között közlekedik. A vonalat a Blaguss Agora üzemelteti. A buszokra csak az első ajtón lehet felszállni.

## Története
2022. augusztus 1-től a megszűnő 9H járat pótlása érdekében, a buszok az Oladi városrész és az Órásház között a Váci Mihály utca - Paragvári utca - Szűrcsapó utca útvonalon közlekednek. Az utolsó járat Olad felé ezentúl nem érinti a Vasútállomást.

## Közlekedése
Csak hétköznap közlekedik a reggeli, délutáni valamint az esti műszakokhoz igazítva.

## Útvonala
| Ipartelep, autóbusz-forduló felé | Olad, autóbusz-forduló felé |
| --- | --- |
| Olad, autóbusz-forduló - Szabadföldi utca - Ernuszt Kelemen utca - Dolgozók útja - Kassák Lajos utca - Faludi Ferenc utca - Gazdag Erzsi utca - Kodály Zoltán utca - Váci Mihály utca - Paragvári utca - Szűrcsapó utca - Rohonci út - Magyar László utca - Brutscher József utca - Sörház utca - Hollán Ernő utca - Kiskar utca - Thököly Imre utca - Szent Márton utca - Zanati út - Puskás Tivadar utca - Ipartelep, autóbusz-forduló | Ipartelep, autóbusz-forduló - Puskás Tivadar utca - Zanati út - Szent Márton utca - Thököly Imre utca - Kiskar utca - Hollán Ernő utca - Sörház utca - Petőfi Sándor utca - Rohonci út - Szűrcsapó utca - Paragvári utca - Váci Mihály utca - Kodály Zoltán utca - Kassák Lajos utca - Faludi Ferenc utca - Dolgozók útja - Ernuszt Kelemen utca - Szabadföldi utca - Olad, autóbusz-forduló |

## Megállói
| 5H (Olad, autóbusz-forduló – Ipartelep, autóbusz-forduló) | 5H (Olad, autóbusz-forduló – Ipartelep, autóbusz-forduló) | 5H (Olad, autóbusz-forduló – Ipartelep, autóbusz-forduló)                         | 5H (Olad, autóbusz-forduló – Ipartelep, autóbusz-forduló) | 5H (Olad, autóbusz-forduló – Ipartelep, autóbusz-forduló) | 5H (Olad, autóbusz-forduló – Ipartelep, autóbusz-forduló)     | 5H (Olad, autóbusz-forduló – Ipartelep, autóbusz-forduló) | 5H (Olad, autóbusz-forduló – Ipartelep, autóbusz-forduló) |
| Perc (↓)                                                  | Perc (↓)                                                  | Megállóhely                                                                       | Perc (↑)                                                  | Perc (↑)                                                  | Átszállási lehetőségek                                        | Fontosabb létesítmények |                                                           |
| --------------------------------------------------------- | --------------------------------------------------------- | --------------------------------------------------------------------------------- | --------------------------------------------------------- | --------------------------------------------------------- | ------------------------------------------------------------- | --- | --------------------------------------------------------- |
| 0                                                         | 0                                                         | Olad, autóbusz-forduló                                                            | 36                                                        | 26                                                        | 30Y                                                           | Oladi Szentháromság templom, Weöres Sándor Óvoda |                                                           |
| 1                                                         | 1                                                         | Ernuszt Kelemen utca 25.                                                          | 35                                                        | 25                                                        | 30Y                                                           | Herman Ottó Szakközépiskola |                                                           |
| 2                                                         | 2                                                         | Olad, bejárati út                                                                 | 34                                                        | 24                                                        | 30Y                                                           | |                                                           |
| 4                                                         | 3                                                         | TESCO szupermarket                                                                | ∫                                                         | ∫                                                         | 4H, 5, 9, 10H, 24, 30Y                                        | TESCO Szupermarket |                                                           |
| 6                                                         | 4                                                         | Oladi városrész, autóbusz-váróterem                                               | 32                                                        | 23                                                        | 4H, 10H, 24, 30Y                                              | |                                                           |
| ∫                                                         | ∫                                                         | TESCO szupermarket                                                                | 31                                                        | 22                                                        | 4H, 5, 9, 10H, 24, 30Y                                        | TESCO Szupermarket |                                                           |
| 8                                                         | 5                                                         | Nagy László utca                                                                  | 29                                                        | 21                                                        | 4H, 5, 9, 10H, 24, 25, 30Y                                    | Batthyány-Strattmann László és Fatimai Szűz Mária templom |                                                           |
| 9                                                         | 6                                                         | Oladi iskolák (Korábban: Oladi Művelődési és Oktatási Központ)                    | 28                                                        | 20                                                        | 4H, 5, 9, 10H, 24, 25, 30Y                                    | Oladi Művelődési és Oktatási Központ, Simon István utcai Általános Iskola, Teleki Blanka Szakközép és Szakiskola |                                                           |
| 11                                                        | 7                                                         | Szolgáltatóház (Váci Mihály utca)                                                 | 27                                                        | 19                                                        | 2A, 2C, 4H, 5, 9, 10H, 22, 25                                 | |                                                           |
| 12                                                        | 8                                                         | Váci Mihály Általános Iskola                                                      | 26                                                        | 18                                                        | 2A, 2C, 4H, 5, 9, 10H, 22, 25                                 | Váci Mihály Általános Iskola, Fiatal Házasok Otthona, Mocorgó Óvoda |                                                           |
| 13                                                        | 9                                                         | Művészeti Gimnázium (Szűrcsapó utca) (↓) Művészeti Gimnázium (Paragvári utca) (↑) | 25                                                        | 17                                                        | 2A, 2C, 4H, 5, 9, 10H, 12, 20A, 20C, 21, 22, 24, 25, 29A, 29C | Művészeti Gimnázium |                                                           |
| 14                                                        | 10                                                        | Derkovits Gyula Általános Iskola                                                  | 24                                                        | 16                                                        | 4H, 5, 9, 10H, 20A, 20C, 24, 29A, 29C                         | Derkovits Gyula Általános Iskola |                                                           |
| 15                                                        | 11                                                        | Derkovits bevásárlóközpont                                                        | 23                                                        | 15                                                        | 4H, 5, 9, 10H, 20A, 20C, 24, 29A, 29C                         | Órásház, Derkovits Bevásárlóközpont, Bolyai János Gyakorló Általános Iskola és Gimnázium |                                                           |
| 17                                                        | 13                                                        | Órásház                                                                           | 21                                                        | 13                                                        | 2A, 2C, 4H, 5, 9, 10H, 20A, 20C, 22, 29A, 29C, 30Y            | Órásház, Derkovits Bevásárlóközpont, Bolyai János Gyakorló Általános Iskola és Gimnázium |                                                           |
| 19                                                        | 14                                                        | Haladás pálya                                                                     | 18                                                        | 12                                                        | 4H, 5, 9, 10H, 30Y                                            | Haladás Sportkomplexum |                                                           |
| 21                                                        | 16                                                        | Autóbusz-állomás (Sörház utca)                                                    | 16                                                        | 10                                                        | 1U, 4H, 5, 7H, 9, 10H, 23, 27, 27A, 30Y                       | Autóbusz-állomás, Ady Endre tér, Tűzoltóság, Régi börtön, Megyei Művelődési és Ifjúsági Központ, Kereskedelmi és Vendéglátói Szakközépiskola, Puskás Tivadar Szakképző Iskola, Romkert, Weöres Sándor Színház, Brenner János Általános Iskola |                                                           |
| 23                                                        | 17                                                        | Nyomda                                                                            | 15                                                        | 9                                                         | 1U, 4H, 7, 7H, 9, 10H, 23, 27, 27A, 30Y                       | Nyomda, Óperint Üzletház, Smidt Múzeum, Kiskar utcai rendelő, Székesegyház, Megyeháza, Püspöki Palota, Nyugat Magyarországi Egyetem D Épület, Levéltár                                                                                        |                                                           |
| 24                                                        | 18                                                        | Városháza                                                                         | 12                                                        | 8                                                         | 6, 7, 9, 10H, 12, 20A, 20C, 21, 27, 27A, 30Y                  | Városháza, Fő tér, Isis irodaház, Okmányiroda |                                                           |
| 26                                                        | 19                                                        | Aluljáró (Szent Márton utca)                                                      | 10                                                        | 7                                                         | 6, 7, 10H, 12, 20C, 21, 27, 27A, 30Y                          | Borostyánkő Áruház, Vásárcsarnok, Vízügyi Igazgatóság |                                                           |
| 28                                                        | 21                                                        | Vépi út                                                                           | 7                                                         | 5                                                         | 3H, 6H, 7                                                     | |                                                           |
| 29                                                        | 22                                                        | Zanati út 26.                                                                     | 5                                                         | 4                                                         | 6H, 7                                                         | FALCO Zrt., Vadvirág Óvoda |                                                           |
| 31                                                        | 23                                                        | Ipartelep, bejárati út (Puskás utca) (↓) Ipartelep, bejárati út (Zanati út) (↑)   | 4                                                         | 3                                                         | 6H, 7                                                         | LIDL |                                                           |
| 32                                                        | 24                                                        | STYL Fashion Kft. (Korábban: STYL Ruhagyár Rt.)                                   | 2                                                         | 2                                                         | 6H, 7                                                         | STYL Fashion Kft., DELPHI Kft. |                                                           |
| 33                                                        | 25                                                        | Puskás Tivadar utca (Alkotás utca) (Korábban: Épületpanelgyár)                    | 1                                                         | 1                                                         | 6H                                                            | Gyógyszer elosztó, Épületpanelgyár |                                                           |
| 34                                                        | 26                                                        | Ipartelep, autóbusz-forduló (Korábban: Ipartelep, söripar)                        | 0                                                         | 0                                                         | 6H                                                            | Varroda, Flytech Kft. |                                                           |